# Scalpellum nauckanum
Scalpellum nauckanum är en kräftdjursart som beskrevs av Reuss 1862. Scalpellum nauckanum ingår i släktet Scalpellum och familjen Scalpellidae. Inga underarter finns listade i Catalogue of Life.